# Pamandzi
Pamandzi ist eine Gemeinde mit 11.442 Einwohnern (Stand 14. Dezember 2017) im französischen Überseegebiet Mayotte. Der internationale Flughafen Dzaoudzi Pamandzi befindet sich in Pamandzi.

## Geografie
Pamandzi liegt südlich von Dzaoudzi im Süden der Insel Pamanzi und ist die viertgrößte Stadt des Départements. Die Insel ist Teil der Inselgruppe der Komoren, die am nördlichen Ende der Straße von Mosambik im Indischen Ozean liegt.

## Bevölkerung
Laut dem Zensus 2007 sprechen 68,5 % der Einwohner von Pamandzi sowohl Französisch als auch Mahorisch, eine Variante des Komorischen. 21,3 % sprechen kein Französisch und 10,2 % sprechen nur Französisch. 29,9 % der Bewohner sind Einwanderer. 63,2 % der Bewohner sind französischer Nationalität, 34,5 % sind komorischer Nationalität, 1,9 % sind madagassischer Nationalität und 0,4 % sind anderer Nationalität. Es gibt 14 Moscheen in Pamandzi.

## Geschichte
Am 25. April 1841 übergab Sultan Andriantsouly Mayotte an Frankreich. Er wurde am 26. September 1845 auf Pamanzi, an der Kreuzung zwischen Pamandzi, Labattoire und Dzaoudzi ermordet.
| Jahr      | 1985  | 1991  | 1997  | 2002  | 2007  |
| --------- | ----- | ----- | ----- | ----- | ----- |
| Einwohner | 4.106 | 5.370 | 7.040 | 7.510 | 9.077 |

## Persönlichkeiten
Henry de Balzac, der Bruder von Honoré de Balzac, liegt auf dem Friedhof von Pamandzi begraben.